# Indelningsverket

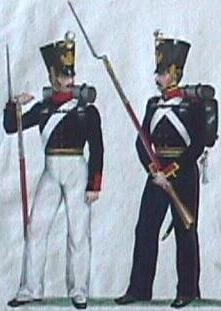
Två indelta soldater från 1800-talets första hälft, klädda i uniform m/1816 med tschakå m/1831. Illustration av Adolf Ulrik Schützercrantz.

Indelningsverket var ett personalfinansieringssystem inom svenska staten och försvaret grundat på naturahushållning. Innan det svenska samhället hade frångått naturahushållning bestod kronans inkomster i första hand av råvaru- och livsmedelsprodukter, vilka inte på enkelt sätt kunde omsättas i kontanter. För att bäst dra nytta av dessa inkomster konstruerades ett system där inkomster samlades in ute i landet och fördelades direkt till ämbetsmän och befattningshavare. Ofta knöts specifika områdens avkastning direkt till någon förmånstagare. I fallet med den indelta armén och indelta kronobåtsmän för flottan skapades rotar bestående av två till fem hemman vilka själva skaffade en soldat (eller båtsman) och underhöll denne med torp och extra stöd. Officerare fick liknande arrangemang. Exakta villkor skrevs i ett kontrakt mellan rotens bönder och soldaten.
Namnet "indelningsverket" syftar ofta något ohistoriskt på systemet med meniga soldater. Detta kallades egentligen "det ständiga knektehållet", medan indelningsverket syftade på det faktum att inkomsterna från vissa gårdar avsattes som lön åt olika befattningshavare.

## Före indelningsverket
Från och med Alsnö stadga 1280 tillfördes soldater till rytteriet av personer som kunde sätta upp en ryttare med tillhörande utrustning[källa behövs] och stridshäst varvid personen fick skattebefrielse (frälse) i utbyte. Personen kunde själv ställa upp som ryttare eller leja någon annan. Det var få som hade råd med detta, och det var vanligt att kronan värvade soldater (ofta utländska) eller använde uppbåd. Sjötrupperna organiserades av ledung.
Gustav Vasa märkte under Dackeupproret vilket hot bönderna kunde utgöra, men även vilken militär potential som fanns att nyttja. De legoknektar som använts för att slå ned upproret hade kostat motsvarande ungefär fem års skatteinkomster för kronan, och det fanns en önskan att skapa ett billigare försvar. Genom att på frivillig basis rekrytera män ur de upproriska landskapen – flera hade själva deltagit i Dackes uppror – skapades en armé bestående av svenskar och finnar, främst ämnad att stoppa framtida uppror. Detta sågs i svensk historieskrivning under 1800-talet som Europas första värnpliktsbaserade här, men uttagningen skedde som sagt främst på frivillig grund. Dessa kallades årspennings- eller borglägersknektar, och bildade de första landskapsfänikorna. En del soldater och befäl försågs med en gård eller ett torp med vidhängande mark att bruka som del av lönen. Detta var grunden till det äldre indelningsverket, även om systemet aldrig dominerade som finansiering av militärernas utkomst.

## Äldre indelningsverket
Under Gustav II Adolf togs nästa steg, i och med utformandet av den regementsorganisation som kom att bestå till våra dagar. Organisationen fastställdes i 1634 års regeringsform och anslöt sig till landskapsindelningen. Truppförbanden rekryterades, förlades och underhölls såsom landskapsregementen.
Rekryteringen skedde genom utskrivning som beordrades av kungen. Alla män i allmogen mellan 15 och 50 år uppbådades och samlades till utskrivningsplatsen i respektive distrikt. Bönderna indelades i rotar om flera hemman där varje rote skulle sätta upp en knekt. En nämnd som leddes av en kunglig kommissarie med sexmännen som bisittare bestämde och verkställde uttagningen av den som skulle bli soldat. Krigsfolksordningen av 1619 fastslog att var tionde man i roten skulle utskrivas, men det fanns möjlighet att leja någon i ens ställe. Somliga var också befriade från utskrivning. I huvudsak valdes män utan annan försörjning eller fast tjänst. De inhemska soldaterna utgjorde dock endast 10 procent av det totala manskapet.
Ett undantag utgjorde trupperna från Dalarna och delar av Norrland, vilka från Gustav II Adolfs tid haft karaktär av "ständigt knekthåll", det vill säga existerade och underhölls ständigt, i fred som krig. Systemet hade införts på vederbörande landskaps begäran och ansågs även fördelaktigt för Kronan. Allmogen slapp utskrivningarna och Kronan hade en viss truppstyrka garanterad.

## Yngre indelningsverket

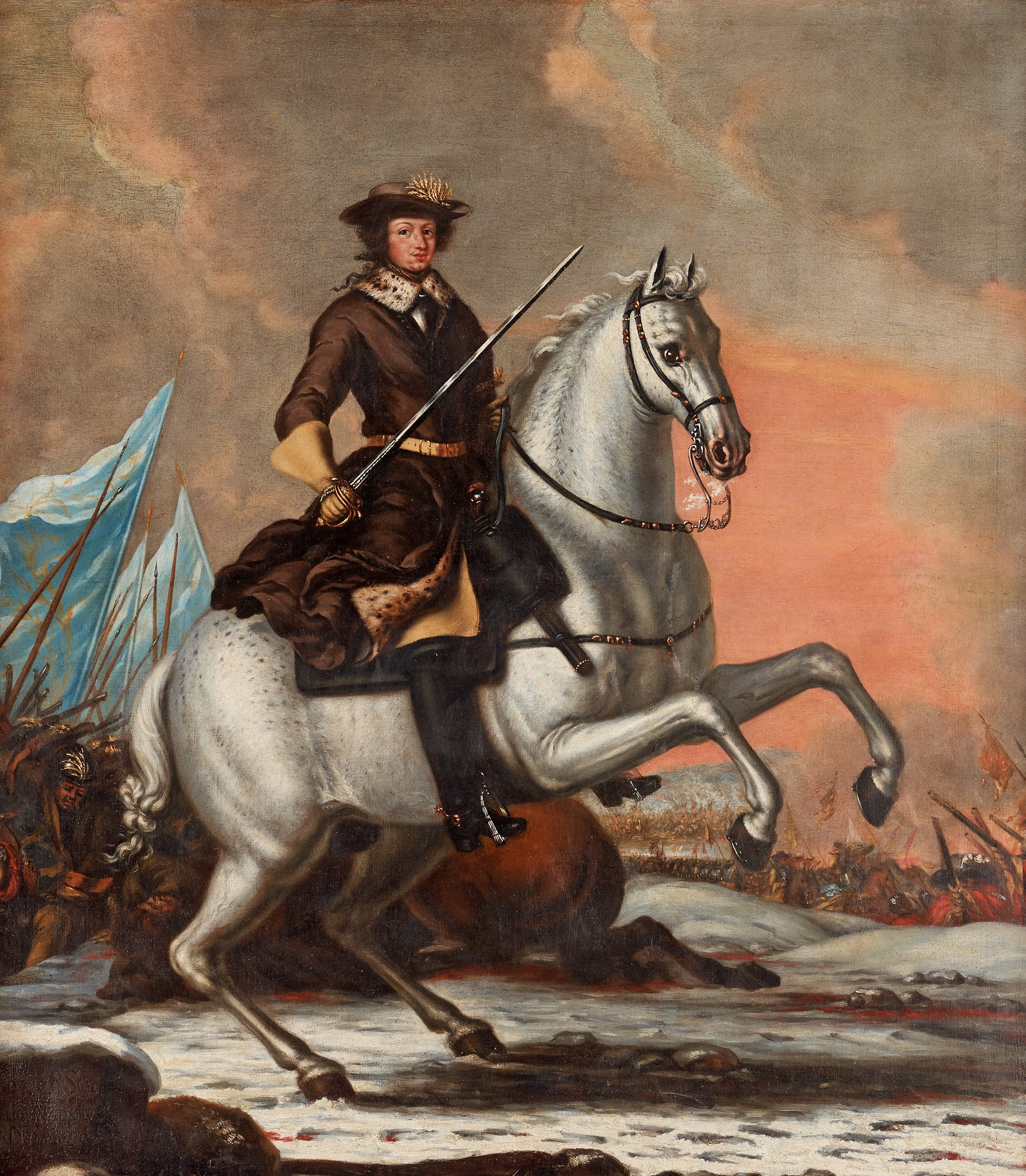
Karl XI, skapare av det yngre indelningsverket.

Skånska kriget 1675–1679 visade för Karl XI och hans rådgivare att de dåvarande sätten att få fram nya rekryter var bristfälliga. Utskrivningar var en svår börda för de lager i vilka soldaterna hämtades: man visste inte om ens son eller dräng skulle bli utskriven och kanske inte återvända, och dålig utbildning jämte ovana vid fältlivet gjorde att dödligheten blev hög. Värvning av professionella soldater var mycket dyrt, och om man inte kunde flytta över kriget på fientligt territorium och där låta det föda sig självt så var detta en alltför kostsam metod. Dessutom fanns det en önskan att försvenska de landskap som tidigare vunnits, eftersom lokalbefolkningen visat sig allt annat än trogen sina nya herrar. Tidigare hade man försökt hålla ett beridet regemente i Skåne och Blekinge, men metoden man då valt hade visat sig leda till övergrepp mot lokalbefolkningen och var en av anledningarna till det bondeuppror som uppstått under kriget.
Lösningen blev att förstärka det äldre indelningsverket. Troligen bidrog Rutger von Ascheberg och Erik Dahlbergh, erfarna generaler som kungen förlitat sig mycket på under kriget, till att denna lösning valdes: de hade erfarenhet av ett sådant system och var inte benägna att acceptera nymodigheter. Dessutom fanns det i Danmark sedan 1614 en milis på 4 000 man, som finansierades på detta sätt, och även om de inte sågs som fullt pålitliga och i början främst utnyttjades som arbetskraft utvidgades sedan systemet till att även gälla rytteri.
För att få medel till bland annat denna reform genomfördes en omfattande reduktion, som ställde betydande jordegendomar till statens förfogande. Att detta var basen för reformen gjorde det lättare att få med sig de lägre stånden, och genom att den ställdes mot kontribution – extraskatter som även drabbade lågadeln – fick den även tillräckligt stöd på Riddarhuset. Dessa beslut lade även grunden för det karolinska enväldet.
Åren 1680–1682 genomdrevs så en sådan organisation även i Sverige. Genom att nyttja de lägre ståndens motvilja mot den tidigare formen av utskrivning, där frälsebönderna – bönder som brukade mark ägd av adeln – kom lättare undan, kunde dessa vinnas. Systemet började införas innan det ens hunnits klubbats igenom riksdagen, genom att kontrakt skrevs med bönderna i enskilda landskap. I och med detta tappade adelns motstånd kraft, och även om de i slutändan gav ett förslag som byggde på utskrivningar kunde kungen få sin egen vilja igenom.

### Infanteriet och flottan

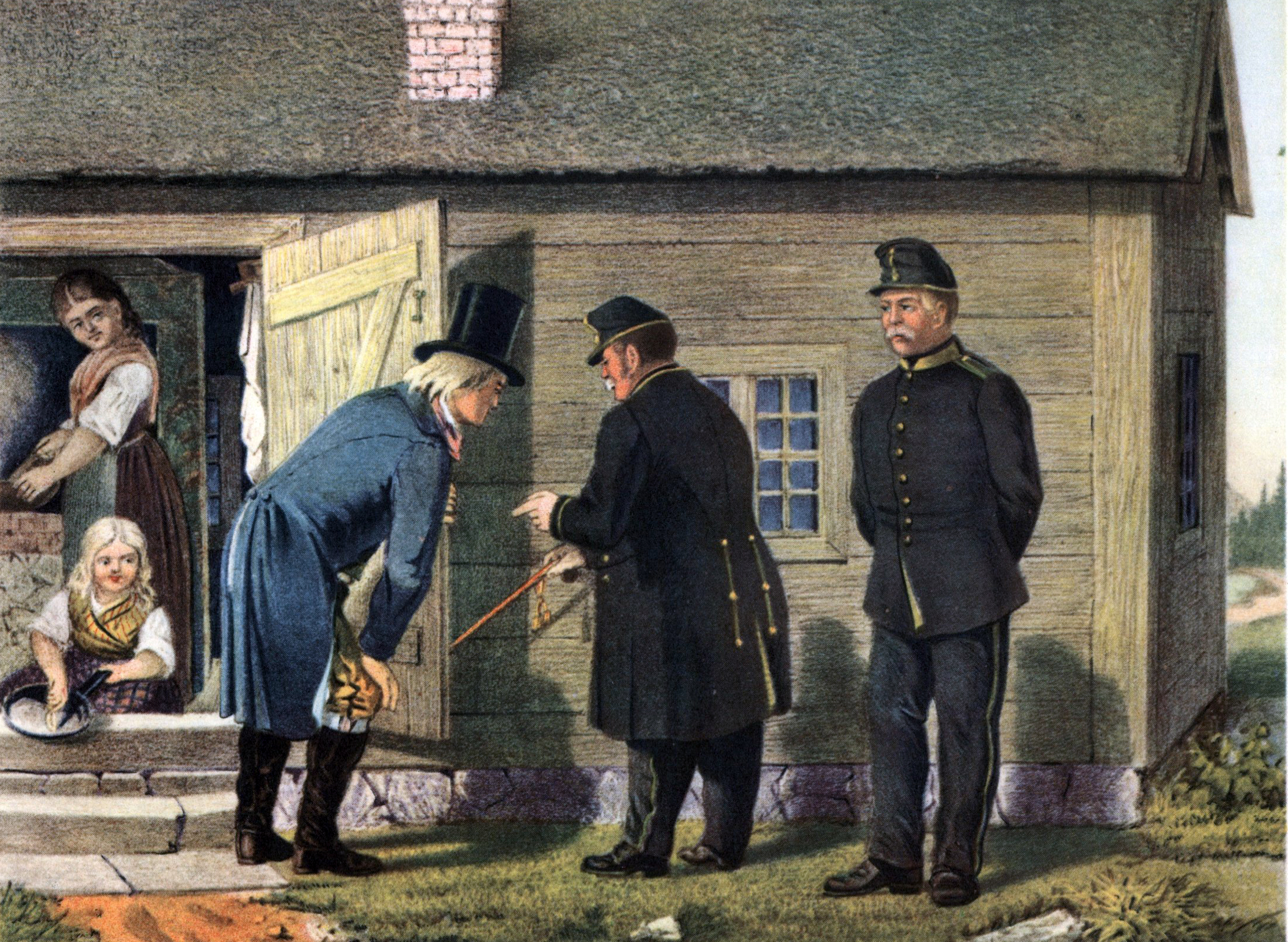
Besiktning av soldattorp av kompanichefen, den indelte soldaten och rotebonden. Färglitografi av V.L.E. Sparre (1866).

Infanteriets manskap hölls som ett så kallat ständigt knekthåll av allmogen genom rotering: varje landskap eller län åtog sig att utrusta ett regemente om 1 200 man i åtta kompanier som bestod av 150 man. Två eller flera gårdar, tillsammans minst två mantal, skulle tillsammans bilda en rote, och rekrytera och försörja en soldat; var gårdarna mindre än ett mantal fick fler gårdar gå samman. Den indelte soldaten skulle i de flesta landskap ha en bostad med tillhörande markbit, så kallat soldattorp. Om marken inte var bördig nog att försörja sig på skulle soldaten kompenseras. Han skulle även få lön. På grund av alla förmåner var det under det ständiga knekthållet många yngre bondsöner (som inte skulle efterträda fadern på gården) som föredrog att värvas som soldat framför att bli dräng. Bönderna hade i fredstid maximalt tre månader på sig att tillsätta vakanta platser, och i annat fall utdömdes böter och en av rotehållarna fick gå ut som soldat.
Undantagna från indelningsverket var adelns sätesgårdar och frälsegårdar inom dessas rå och rör, likaså ryttarhemman, befälsboställen, prästboställen, länsmansgårdar, gästgivare och postbönders hemman. Bergsmanshemman med arbetsplikt för gruvorna hade även lättnader i rusttjänsten. Från 1690-talet kom även en lindrigare variant av indelningsverk att införas även för frälsehemman.
De meniga flottisterna, eller båtsmännen, försörjdes på liknande sätt, genom rotering och rusthåll i kustlandskapen. Borgarna i städerna hade stadsbåtsmän.
De indelta soldaterna gjorde en generalmönstring vart tredje år, och vart tredje år hade kronan torpsyn för att se till att bönderna fullgjorde sina plikter mot soldaten.
I fredstid kunde soldaterna användas som arbetskraft av kronan för till exempel att bygga fästningar.

### Kavalleriet
Kavalleriet organiserades något annorlunda. Här fanns en tradition av bönder som mot skattebefrielse själva stred som ryttare. Eftersom detta innebar en risk för bortfallna inkomster om ryttaren förolyckades så blev det nu istället bondens skyldighet att hitta en (eller i vissa fall flera) ryttare som han skulle hålla med häst och utrustning i utbyte mot skattebefrielse. I krig skulle dessutom fyra sådana bönder tillsammans skaffa en trosshäst och en trosspojke samt tält och en del annan utrustning.

### Officerare och ämbetsmän
Även om systemet för att hålla meniga ofta avses med uttrycket "indelningsverket" syftade detta dock ursprungligen på hur officerare försörjdes. Redan tidigare hade dessa ibland tilldelats gårdar som lön eller belöning. Nu fick var officer en egen gård "boställe", samt lön genom att inkomsterna från ett antal gårdar avsattes till detta ändamål. Även civila ämbetsmän avlönades på detta sätt, inklusive präster och klockare.

### Den karolinska hären
I slutet av 1690-talet var indelningsverket infört i nästan alla de landskap i vilket det skulle vara bas för rekryteringen. Det bestod då av 25 000 fotsoldater, 11 000 ryttare och 6 000 båtsmän. Detta var dock inte hela den svenska hären: förutom Livgardet och flera kavalleriförband var de soldater som låg förlagda i fästningar och städer fortfarande värvade. Totalt kunde Sverige mobilisera 76 000 man, dubbelt så många i förhållande till folkmängden som något annat europeiskt land.
Under stora nordiska kriget tillkom dessutom de så kallade 3-männingsrotarna, där 3 rotar tillsammans satte upp en knekt, och efter samma grunder 4-männings och 5-männingsrotar.

## Konsekvenser

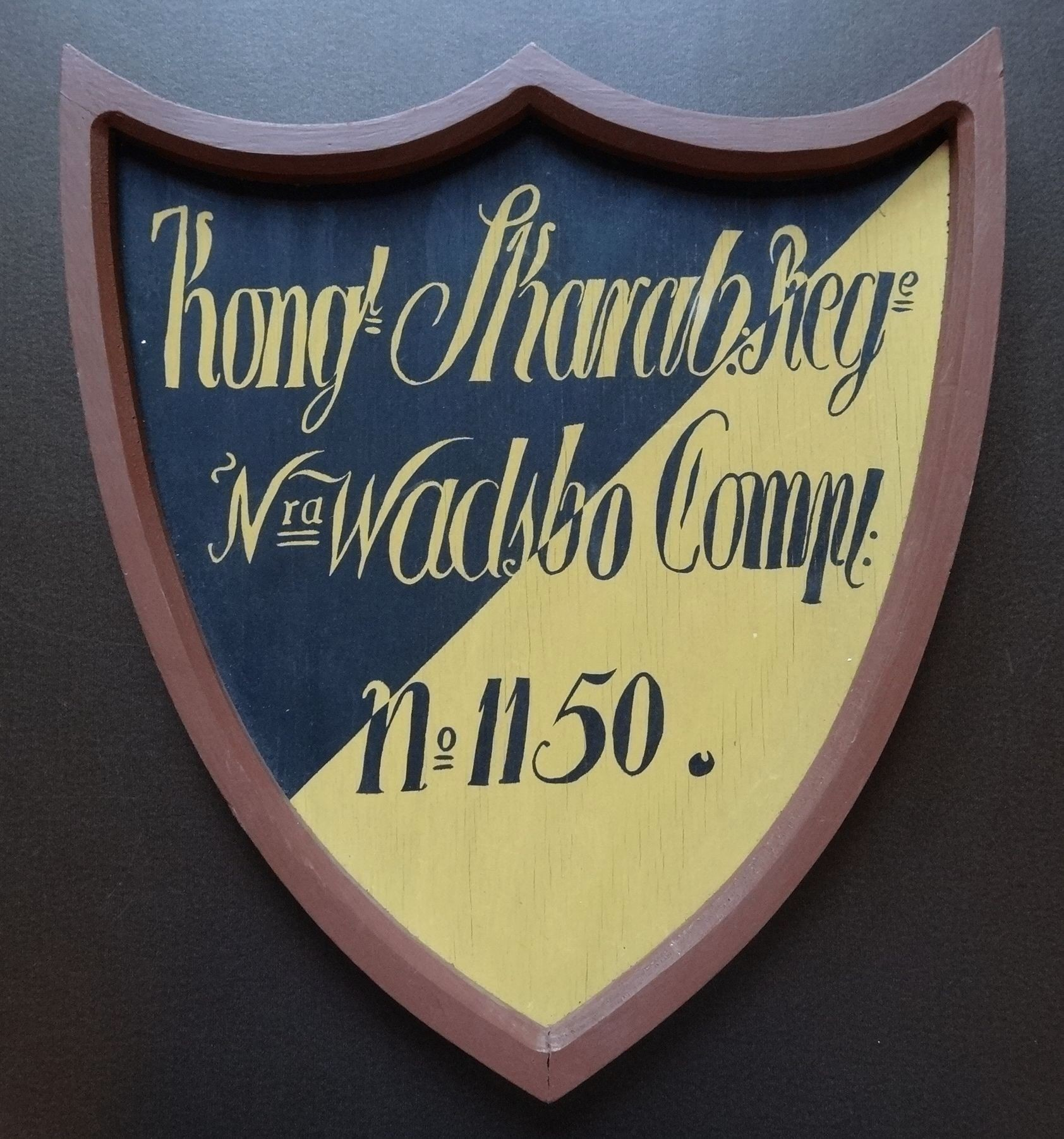
Sköld som hängde i soldattorpet och visade på regemente, kompani, och soldatnummer - i detta fall Norra Vadsbo kompani av Skaraborgs regemente.

Genom skapandet av indelningsverket fick Sverige inte bara en stående armé som snabbt kunde mobiliseras, man fick även en armé som, till skillnad från de som baserades på legosoldater, vilka ofta var mindre nogräknade individer, bestod av hederligt folk. Under stora nordiska kriget skulle systemets styrkor och svagheter visa sig: å ena sidan fungerade systemet ypperligt under krigets inledande skede, och de invaderande styrkorna kunde besegras inom lite mer än ett år. Å andra sidan visade sig svagheterna när kriget togs utanför Sveriges gränser. Sveriges befolkning räckte inte till för att försvara det välde som tidigare byggts upp, och även om man kunde hantera en motståndare i taget fanns det helt enkelt inte manskap nog att motstå angrepp på alla fronter. I slaget vid Poltava förlorades en armé på ungefär 20 000 man, både i form av stupade och som krigsfångar. Det var i sig en imponerande ansträngning att ha kunnat sätta upp en sådan armé, men nu behövde man ersätta vad som tagit två decennier att bygga upp. Man lyckades skaka fram en ny armé som under Magnus Stenbock lyckades driva ut en dansk invasionsstyrka ur Skåne, men som sedan även den gick under vid Tönningen. Nya förband uppsattes. De totala förlusterna blev cirka 200 000, att jämföras med en befolkning på drygt två miljoner.
Under frihetstiden försämrades den indelta armén påtagligt, bland annat på grund av den utbredda korruptionen i landet efter stora nordiska kriget. Soldaternas träning förkortades avsevärt och nya uniformer och utrustning var ofta av dålig kvalité varför många regementschefer valde att laga den gamla utrustningen hellre än att få ut ny.  Arméns brister blev plågsamt uppenbara under det katastrofala kriget mot Ryssland 1741–43, då hela Finland än en gång ockuperades av ryssarna. Trots nederlaget genomfördes inga större förbättringar av krigsmakten, som blivit eftersatt i jämförelse med andra stater. Hattarnas krig mot Preussen 1757-62 gick visserligen bättre än det mot Ryssland, men armén led fortfarande av dålig utrustning samt att man helt saknade lätta trupper som husarer och jägare. Kriget avslutades 1762 utan några gränsändringar. Dock ledde kriget till att  arméns krigsduglighet ökade i och med att man nu hade tillgång till vältränade lätta förband.
Efter Gustav III:s trontillträde 1772 inleddes en stor upprustning av armén, vars utbildningstid förlängdes. Reformerna skulle visa goda resultat under kriget mot Ryssland 1788–90 då de indelta trupperna i regel gjorde bra ifrån sig. Under napoleonkrigen stred Sverige främst på två fronter mot Ryssland öst och Danmark-Norge i väst. Detta betydde att svenskarna inte kunde koncentrera sina militära resurser på en front. Därför var de flesta av de mer stridsdugliga förbanden uppbundna i väst medan den östra rikshalvan  försvarades av främst undermåligt tränade finska trupper som dessutom led av försörjningsproblem. Trots vissa framgångar tvingades svenskarna att evakuera Finland hösten 1808. Fred slöts i Fredrikshamn den 17 september 1809 där Sverige tvingades avträda hela Finland samt Åland till Ryssland. Kriget mot Danmark avslutades med freden i Jönköping samma år utan gränsförändringar. Efter Karl Johans ankomst till Sverige 1810 inleddes en rad reformer av armén. Bland annat insåg man att det svenska kavalleriet var överdimensionerat, varför flera kavalleriförband omvandlades till infanteri. Under samma period hölls trupperna ständigt på krigsfot vilket gjorde att träningen av förbanden kunde bli mer frekvent. Resultatet blev att de svenska trupper som deltog i kriget mot Napoleon i Tyskland 1813-14 var bland de mest vältränade i Europa.

### Ständiga vakanser
Då man under frihetstiden led stor brist på pengar, hittade man på åtgärden att sätta vissa rotar och rusthåll vid de indelta trupperna på vakans. I stället för att uppsätta och underhålla soldat (och häst) fick då rote- och rusthållarna erlägga ett visst penningbelopp, en så kallad vakansavgift. Denna åtgärd användes ända fram till 1903, då det indelta systemet upphörde. De ständiga vakanserna delades i anslagna och indragna. De förra var avsedda till löner åt spel, trumslagare och volontärer samt, vid kavalleriet, åt underofficerarna; de senare gick dels till statsverket och användes dels till avlöning åt fältmusikanter och gevärshantverkare, dels till musikens underhåll. Då endast ryttaren hölls vakant vid kavalleriet, kallades vakansen halvvakans; då både ryttare och häst var vakanta, kallades den helvakans. Antalet indragna nummer och helvakanser steg på 1890-talet till 1 550 vid infanteriet och 52 vid kavalleriet. Vakansavgifternas storlek bestämdes genom kontrakt, som regementschefen slöt med rote- eller rusthållarna på högst 15 års tid. De uppgick vid ovan nämnda tid vid infanteriet ända till 200 kr, vid kavalleriet till 300 kr för helvakans. Sänkning av dessa belopp gjordes efter 1892 för beviljade lindringar. Vid de rusthållstrupper, som omvandlats från kavalleri till infanteri, erlades för befrielsen från att hålla häst en hästvakansavgift. Detta gällde intill 1892. Genom den då beslutade "förbättrade" härordningen med en bestämd nummerstyrka för alla infanteriregementen (1 000 man, de fyra nordligaste något mindre) ökades antalet vakanser något. Skånska husar- och dragonregementena samt Jämtlands hästjägarkår förändrades till värvade, varvid de vakanssattes i mån av det indelta manskapets avgång. Hela båtsmanshållet började 1886 sättas på vakans.

## Avskaffande
Under 1800-talet ifrågasattes indelningsverket allt oftare, naturligt nog framför allt från bondeståndets håll, eftersom det var bönder som stod för kostnaderna. 
Värnpliktsarméer infördes i allt fler länder och dessa kunde utrusta numerärt betydligt större truppmängder, och i militär träning kunde de indelta soldaterna inte heller mäta sig med värvade trupper.
Bondeståndet hävdade vid mitten av seklet att endast kavalleriet var stridsdugligt, medan resten bestod av uniformerade torpare.
Trots det misslyckade försöket med lantvärn i Finska kriget infördes Gotlands nationalbeväring 1811 och en första värnplikt inrättades i övriga landet 1812. Genom ett riksdagsbeslut 1873 bestämdes det att indelningsverket successivt skulle ersättas med värnplikt. Avvecklingens avslutande del genomfördes 1901. De redan anställda knektarna fick dock rätt att fortsätta att tjänstgöra så länge de önskade. Den siste indelte soldaten, korpral Knut Ramén, fullgjorde trots en synnerligt hög ålder, fortfarande sina kontrakterade repetitionsövningar vid Upplands regemente (I 8), som då bytt namn till Upplands regemente (S 1), i Uppsala ända till år 1971. Den siste knekten att avlida var dock en Axel Ljung som avled 1983. Han hade dock avslutat sin tjänstgöring redan i november 1942.

### Det finska indelningsverkets avskaffande
Sedan Finland efter Finska kriget hade införlivats med Ryssland upplöstes genom ett beslut vid Borgå lantdag 1809 de indelta trupperna. Officerare och underofficerare fick behålla sina boställen på livstid medan de meniga förlorade sina torp och försörjning. Rotar och rusthåll skulle i gengäld betala en vakansavgift. Under Krimkriget uppsattes nio skarpskyttebataljoner på basis av indelningsverket. Varje bataljon hade fyra kompanier om 150 man. Efter kriget nedsattes bataljonernas styrka till 320 man. Den indelta militären indrogs 1868. Rusthållsinstitutionen avskaffades 1886.